# Receptor de melatonina
Un receptor de melatonina es un receptor acoplado a proteína G (GPCR) cuyo ligando es la melatonina.
Se han clonado tres tipos de receptores de melatonina. El MT1 (o Mel1A o MTNR1A) el MT2 (o Mel1B o MTNR1B) están presentes en humanos y otros mamíferos, mientras que el subtipo adicional Mel1C (o MTNR1C) se ha identificado en anfibios, aves y peces

## Patrones de expresión
En mamíferos, los receptores de melatonina se encuentran en el encéfalo y en algunos órganos periféricos. Aunque hay una considerable variación en la densidad y localización de la expresión de receptores entre las distintas especies. 
El subtipo MT1 se encuentra en la pars tuberalis de la hipófisis y en el núcleo supraquiasmático del hipotálamo. El subtipo MT2 se encuentra principalmente en la retina. El subtipo Mel1C de vertebrados no mamíferos se expresa en muchas áreas cerebrales.

## Ligandos selectivos

### Agonistas
- Agomelatina
- Melatonina
- Ramelteon
- Tasimelteon
- LY-156,735[5]

### Antagonistas
- Luzindole - N-Acetyl-2-benzyltryptamine, CAS# 117946-91-5